# Kroktjärnen (Sorsele socken, Lappland)
Kroktjärnen är en sjö i Sorsele kommun i Lappland och ingår i Umeälvens huvudavrinningsområde.